# Universitat catòlica de Lovaina (1834-1968)
La Universitat Catòlica de Lovaina (en llatí universitas catholica lovaniensis, en francès université catholique de Louvain i en neerlandès Katholieke Universiteit te Leuven) va ser una antiga universitat belga que va néixer a Malines l'any 1834 com a Universitat catòlica de Malines i posteriorment es va traslladar a la ciutat de Lovaina el 1935, i que es va dividir l'any 1968 entre una universitat de parla neerlandesa (KU Leuven, que va romandre a Lovaina) i una altra de parla francesa (Universitat catòlica de Lovaina, establerta a Ottignies-Louvain-la-Neuve) a causa d'una crisi lingüística.

## Història
Després que l'Antiga Universitat de Lovaina fos abolida per decret del departament del Dijle el 25 d'octubre de 1797 i substituïda oficialment per l'École centrale de Brussel·les, el 1817 la Universitat estatal de Lovaina, aconfessional, va prendre-li el relleu fins al 1835. Un any abans del tancament d'aquesta, els bisbes de Bèlgica havien fundat una universitat catòlica a Malines, que va traslladar la seva seu a Lovaina i va canviar-se el nom per tal de recuperar el que antigament havia tingut la universitat de la ciutat.
La Universitat catòlica de Lovaina va ser fundada amb la intenció de restaurar les tradicions confessionalment pre-revolucionàries de Lovaina, i es va declarar a si mateixa com a "refundació" de l'antiga universitat. Aquesta afirmació de continuïtat de l'altra institució va ser impugnada als tribunals, i el Cour de cassation (el principal tribunal de Bèlgica) va dictar sentències (el 1844, el 1855 i el 1861) segons les quals la Universitat catòlica de Lovaina era una institució diferent creada sota uns estatuts diferents. No obstant això, aquesta és molt sovint identificada com a continuació de l'antiga institució.
L'any 1914, en plena Primera Guerra Mundial, la ciutat va ser saquejada i incendiada pels alemanys, operació durant la qual es va cremar la biblioteca de la universitat catòlica, on en aquells moments no hi havia ni els llibres de l'antiga universitat ni els de l'estatal. Tot i així, es van perdre més de 300.000 volums de gran valor, mil dels quals incunables, i una enorme col·lecció de manuscrits. Durant la Segona Guerra Mundial, la biblioteca va tornar a patir la destrucció alemanya, i el 1940 es van perdre gairebé tots els 900.000 llibres que havia adquirit. L'edifici va quedar completament destruït per l'incendi, i tan sols van poder salvar-se 15.000 volums. L'estructura principal, però, es va mantir dempeus i fou restaurat posteriorment després de la guerra en diverses ocasions.
Des dels seus inicis el 1834, la universitat va impartir conferències només en francès; de vegades s'utilitzava el llatí a la facultat de teologia, però es tractava essencialment d'una institució francòfona. Les conferències en flamenc, l'altra llengua oficial de Bèlgica i la llengua parlada a Lovaina, no van començar a impartir-se fins al 1930.
La crisi lingüística va provocar la dimissió del govern de Paul Vanden Boeynants i eleccions avançades en 1968, i la Universitat es va dividir en dues de diferents per formar les dues institucions actuals (la Katholieke Universiteit Leuven i la Université catholique de Louvain), les quals van cohabitar encara un parell d'anys, el temps necessari per construir la nova infraestructura de la universitat francòfona.